# You Rang, M'Lord?
You Rang, M'Lord? is een Britse komische televisieserie, geschreven door Jimmy Perry en David Croft. De reeks liep, na een pilotaflevering in 1988, van 1990 tot 1993 op de BBC, met in de hoofdrollen grotendeels dezelfde acteurs als in vorige reeksen van dit schrijversduo, zoals It Ain't Half Hot Mum en Hi-De-Hi!, of als in reeksen die mede door Croft geschreven waren, zoals 'Allo 'Allo! en Are You Being Served?.
Van You Rang, M'Lord? werden vier reeksen gemaakt, alhoewel de serie in het Verenigd Koninkrijk minder populair was dan andere producten van Croft en Perry. De episoden duurden telkens vijftig minuten, hetgeen ruimte liet voor een ietwat complexere plot; de verhaallijnen zijn daardoor breder en diepgaander dan in hun andere sitcoms.
De begintune van You Rang, M'Lord? werd door Bob Monkhouse gezongen, in jaren twintig-stijl.

## Achtergrond
De reeks draait rond het aristocratische gezin Meldrum en zijn bedienden; er wordt de spot gedreven met het upstairs and downstairs-systeem dat toen nog bestond. Veel van de humor ontstaat door de tegenstellingen tussen de edellieden en hun bedienden. Het verhaal speelt zich af in het interbellum, de jaren twintig dus. De oude aristocratie probeert terug te gaan naar het leven van het fin de siècle, maar na de Eerste Wereldoorlog is er veel veranderd. Er heerst maatschappelijke onrust door de tegenstellingen tussen progressief en conservatief, en anderzijds de vrolijke Aufschwung, het economische herstel dat een onbekommerde sfeer schiep (de roaring twenties).

## Personages

### De bedienden
- Alf Stokes (Paul Shane): Hij is butler van Lord Meldrum, en het hoofd van het bediendepersoneel. Is de vader van Ivy, wat echter pas in de loop van de reeks uitlekt. Hij is een gluiperd, die aan de wijn van zijn baas zit. Hij verkondigt zijn communistische sympathieën maar is eigenlijk een opportunist. Ondanks het feit dat hij zo veel mogelijk zijn eigen zakken wil vullen, helpt hij toch ook anderen.
- James Twelvetrees (Jeffrey Holland): de livreiknecht. Hij is hypercorrect in alles en zeer behoudsgezind, en is verliefd op Miss Poppy. Hij diende samen met Alf in de loopgraven.
- Ivy Teasdale (Su Pollard): de onhandige meid en eigenlijk het hoofdpersonage van de serie. Ze is naïef maar heeft een goed hart. Zij is de dochter van Alf Stokes, de butler, maar dat moet geheim blijven. Ze voelt wat voor Mijnheer Twelvetrees.
- Mrs. Blanche Lipton (Brenda Cowling): de kokkin, is een weduwe. Ze werkt al ten huize Meldrum sinds ze een jonge keukenmeid was. Ze is een strenge dame en voelt zich nogal verheven boven haar ondergeschikten en zeker boven Mabel. In de hele straat is ze bekend voor haar kersencake. Ze heeft kort een relatie met Alf Stokes, maar verlaat hem nadat hij haar heeft bedrogen; op het einde van de reeks huwt ze met P.C. Wilson.
- Mabel Wheeler (Barbara New): een verwaarloosde oude keukenhulp die eigenlijk wordt buitengesloten door de andere bedienden. Ze is heel volks en maakt platvloerse opmerkingen. Toch krijgt ze de steun van Ivy en haar vader, die voor haar opkomen. Omdat ze geen inwonend personeel is, krijgt ze niet dezelfde behandeling. Ze bedelt constant naar eten, maar ze moet het stellen met kleine restjes die overblijven van het eten. Haar stopwoord (of stopzin) is: "Ik heb in geen tijden nog *** gegeten" (=I can't remember the last time I had some *** ). Dat alles keert wanneer Lady Lavender denkt dat ze van adel is. Vanaf dan wordt ze door iedereen behandeld als Lady Mabel, uiteraard is Ms Lipton stikjaloers.
- Henry Livingstone (Perry Benson): hij groeide op in een weeshuis. In het huishouden is hij de assistent van Mr Twelvetrees. Hij is jong en krijgt voortdurend klappen van Stokes, Twelvetrees en mevrouw Lipton. Hij is allesbehalve naïef en behoorlijk cynisch. Hij vindt Ivy heel aardig.

### De aristocraten
- Lord George Meldrum (Donald Hewlett): de pater familias, weduwnaar, heeft een rubberfabriek maar weet weinig af van het reilen en zeilen in de familie of onder het dienstpersoneel. Hij flirt met Lady Agatha, die zelf gehuwd is. Hij staat op zijn afkomst en onderhoudt connecties met de rest van het Hogerhuis. Hij wil dat zijn broer trouwt met een dame van stand, bij voorkeur Madge Cartwright. Hij probeert in het bestuur van de BBC te komen. Om dit te bereiken nodigt hij veel (saaie) bisschoppen uit op het diner.
- De Eerbiedwaardige Teddy Meldrum (Michael Knowles): Mister Teddy, de broer van Lord Meldrum. Hij draagt felkleurige pakken en heeft een monocle en hij is geobsedeerd door dienstmeisjes, met als gevolg dat hij een tijdlang achter Ivy aanzit. Hij is een bon vivant, die eigenlijk geen poot uitsteekt. Zijn grote liefde is Rose, de meid van Madge Cartwright.
- Lady Lavender (Mavis Pugh): de bejaarde schoonmoeder van Lord Meldrum die haar kamer nooit verlaat en Ivy elke keer met het voedsel bekogelt dat die haar komt brengen. Lady Lavender haalt voortdurend herinneringen op aan de Victoriaanse tijd, ze vertoefde geregeld bij koning "Georgie". Ze noemt Ivy Ethel, heeft een papegaai genaamd "Captain" en wacht sinds een jaar of veertig op Kapitein Dalby, aan wie ze in achttienhonderd-en-zoveel een brief geschreven heeft. Verrassend genoeg duikt Kapitein Dalby in een van de laatste episoden daadwerkelijk op. Lady Lavender bezit een groot deel van de aandelen van de rubbercompagnie.
- Poppy Meldrum (Susie Brann): een lichtzinnig wicht met een onuitstaanbaar karakter, is manipulatief en wordt razend wanneer ze haar zin niet krijgt. De zus van Cissy. Ze speelt de hele tijd met de gevoelens van Mr Twelvetrees, die stapel op haar is.
- Cissy Meldrum (Catherine Rabett): een overduidelijk lesbische socialiste, die weleens toenaderingen tot Ivy onderneemt, die dit op haar beurt niet begrijpt. Ze draagt een monocle, heeft altijd een broek of een kostuum aan en kiest vaak de zijde van het dienstpersoneel. Ze is de zus van Poppy. Halverwege de reeks stelt ze zich kandidaat voor de gemeenteraadsverkiezingen als lid van de Socialistische Arbeiders Partij (United Workers Party). Dankzij de steun van de bedienden wordt ze verkozen. Hoewel de seksualiteit van Cissy nooit bij de naam wordt genoemd, wordt haar rol -net als die van John Inman als Mr Humphries in Are You Being Served- als belangrijk beschouwd in de emancipatie van homoseksuele personages in de Britse comedy.

### Overige personages
- P.C. Wilson (Bill Pertwee): de wijkagent, komt geregeld aankloppen om mevrouw Lipton een bezoekje te brengen. Zijn affectie voor haar berust grotendeels op zijn eetlust. Hij verzorgt ook de uitvaartdienst van Captain, de papegaai van Lady Lavender.
- Madge Cartwright (Yvonne Marsh): de door Lord Meldrum voorbestemde echtgenote van Mister Teddy. Deze laatste ziet dit echter absoluut niet zitten en doet alles om aan haar te ontsnappen. Ze is ook de bazin van Rose, en is razend wanneer ze ontdekt dat die een relatie heeft met haar "Teddybear".
- Jerry (John D. Collins): de onnozele verloofde van Miss Poppy.
- Lady Agatha Shawcross (Angela Scoular): de echtgenote van Sir Ralph, maar ze heeft een affaire met Lord Meldrum.
- Sir Ralph Shawcross (John Horsley): de echtgenoot van Lady Agatha, hij vertrouwt zijn vrouw niet; op het einde ontdekt hij dat ze een relatie heeft met Lord Meldrum.
- Charles (Frank Williams): de bisschop. Kent Lord Meldrum vanuit het Hogerhuis, en komt regelmatig geld verzamelen voor het tehuis van de behoeftige dames. Organiseert ook een bediendebal (wederom ten voordele van het tehuis van de behoeftige dames).
- Miss Penelope Barrington Blake (Sorel Johnson): het (lesbische) liefje van Miss Cissy. Ze komt uit een adellijke en rijke familie.

Aan het eind van de reeks staat men voor de beurskrach van 1929: de vele intriges zijn aan het licht gekomen, Teddy is met Rose gehuwd en de familie heeft moeten besparen; de bedienden zoeken elders hun fortuin. In de laatste aflevering geeft Lord Meldrum met Oudejaar een speech waarin hij zijn vertrouwen in de toekomst uitdrukt: de fabriek is gered van het faillissement, en 1929 wordt ongetwijfeld een topjaar. Eén jaar later komen Ivy en Mijnheer Twelvetrees samen.